# 2004年夏季奥林匹克运动会日本代表团
2004年夏季奥林匹克运动会日本代表团由日本奥林匹克委员会派出，缩写为JPN，在2004年夏季奥林匹克运动会上共获得金牌16块、银牌9块和铜牌12块。

## 奖牌榜

### 金牌
- 鹿岛丈博、富田洋之、中野大辅、米田功、塚原直也、水鸟寿思：男子体操团体赛
- 谷亮子：女子柔道48公斤级
- 谷本步实：女子柔道63公斤级
- 上野雅惠：女子柔道70公斤级
- 阿武教子：女子柔道78公斤级
- 塚田真希：女子柔道78公斤以上级
- 野村忠宏：男子柔道60公斤级
- 内柴正人：男子柔道66公斤级
- 铃木桂治：男子柔道100公斤以上级
- 北岛康介：男子100米蛙泳
- 北岛康介：男子200米蛙泳
- 柴田亚衣：女子800米自由泳
- 吉田沙保里：女子摔跤55公斤级
- 伊调馨：女子摔跤63公斤级
- 室伏广治：男子链球
- 野口水木：女子马拉松

### 银牌
- 横泽由贵：女子柔道52公斤级
- 山本博：男子单人射箭
- 长冢智广、伏见俊昭、井上昌己：男子自行车团体争先赛
- 富田洋之：男子双杠
- 泉浩：男子柔道90公斤级
- 山本贵司：男子200米蝶泳
- 伊调千春：女子自由式摔跤48公斤级
- 立花美哉、武田美保：花样游泳双人
- 藤丸真世、原田早穗、北尾佳奈子、铃木绘美子、立花美哉、武田美保、巽树理、米田容子：花样游泳团体

### 铜牌
- 森田智己：男子100米仰泳
- 中村礼子：女子200米蝶泳
- 中西悠子：女子200米仰泳
- 关一人、轰贤二郎：男子帆船470型
- 森田智己、北岛康介、山本贵司、奥村幸大：男子4×100米混合泳接力
- 日本队：垒球
- 鹿岛丈博：男子鞍马
- 浜口京子：女子自由式摔跤
- 米田功：男子单杠
- 日本队：棒球
- 田南部力：男子自由式摔跤55公斤级
- 井上谦二：男子自由式摔跤60公斤级